# Arthašástra
Arthašástra je staroindický spis pojednávající o vojenské strategii, ekonomice, soudnictví, řízení a vedení státu. Jeho autorem je patrně Čánakja, který byl učitelem v Takšašíle a později věrným rádcem maurjovského krále Čandragupty.
Hlavní myšlenkou Arthašástry je politický pragmatismus a obhajoba absolutismu, proto bývá srovnávána s Machiavelliho Vladařem nebo dílem vojevůdce Sun-c' Umění války. Zabývá se špionáží, agenty provokatéry, propagandou, politickými vraždami či mučením, ale na druhou stranu stále zdůrazňuje povinnost panovníka pečovat o blaho poddaných a říše. Podává návody, jak se chovat v době epidemií či hladomoru, ale například i nejstarší právní předpisy o ochraně zvířat.

## Arthašástraa její členění
Arthašástra je rozčleněna do patnácti knih:
1. O kázni (týká se dohledu nad královskou rodinou a dvorem)
2. O činnosti dohlížitelů (týká se ekonomiky, dohledu nad obchodem, zemědělstvím a řemesly)
3. O soudech (týká se rodinného, obchodního a občanského práva)
4. O odstraňování trnů (týká se trestního práva, vyšetřování, mučení a trestů)
5. O tajném jednání (týká se špionáže, politických vražd a tajných agentů)
6. O zdrojích královské moci (týká se politické teorie)
7. O šesterém jednání (týká se vnitřní a vnější politiky a propagandy)
8. O pohromách (týká se neřestí panovníka, epidemií, hladomorů a živelních katastrof)
9. O vojenském tažení (pojednává o přípravách k válce a logistice)
10. O válce (pojednává strategii vlastního boje)
11. O postupu proti federacím (týká se rozeštvávání spojenců pomocí agentů)
12. O slabším králi (týká se politiky vůči silnějšímu státu a špionáže)
13. O prostředcích k dobytí pevnosti (obléhání pevností a zastrašování obléhaných)
14. O tajných prostředcích (pojednává o travičství a čarodějnictví)
15. O metodě vědy (týká se metodologie psaní politické literatury)

## Překlady
- V českém jazyce dílo vyšlo roku 2001 pod názvem Kautiljova Arthašástra, aneb, Učebnice věcí světských v překladu Dušana Zbavitele.